# Улрих III фон Гунделфинген-Хеленщайн
Улрих III фон Гунделфинген-Хеленщайн (на немски: Ulrich III von Gundelfingen-Hellenstein; † сл. 1263) е благородник от фамилията Гунделфинген-Хеленщайн. Фамилният замък „Хеленщайн“ се намира над Хайденхайм ан дер Бренц в Баден-Вюртемберг.

## Произход
Той е вторият син на Улрих II фон Гунделфинген-Хеленщайн († 1280), господар на Хеленщайн, фогт на Ешенбрун, и съпругата му Аделхайд фон Албек († пр. 1279), дъщеря на Зибото фон Албек († сл. 1220). Внук е на Улрих I фон Гунделфинген († сл. 1228) и Маргарета фон Хеленщайн († ок. 1233), дъщеря на Дегенхард фон Хеленщайн († сл. 1182). Роднина е на Готфрид II фон Гунделфинген, 1197 г. епископ на Вюрцбург.
Брат е на Дегенхард († сл. 1293) и Андреас фон Гунделфинген († 1313), епископ на Вюрцбург (1303 – 1313). Чичо е на Дегенхард фон Хеленщайн († 1307), епископ на Аугсбург (1303 – 1307).

## Фамилия
Улрих III фон Гунделфинген-Хеленщайн се жени за София фон Берг († 1 май 1284), дъщеря на Хайнрих III фон Берг-Шелклинген, маркграф на Бургау († ок. 1241) и Аделхайд фон Шелклинген. Бракът е бездетен.
София фон Берг се омъжва втори път пр. 1263/1275 г. за граф Готфрид III фон Калв-Льовенщайн († сл. 1277)